# Чагарниковий філідор
Чагарниковий філідо́р (Syndactyla) — рід горобцеподібних птахів родини горнерових (Furnariidae). Представники цього роду мешкають в Центральній і Південній Америці.

## Види
Виділяють вісім видів:
- Філідор білогорлий (Syndactyla rufosuperciliata)
- Філідор коричневий (Syndactyla dimidiata)
- Філідор-лісовик білогорлий (Syndactyla roraimae)[8]
- Філідор золотистий (Syndactyla subalaris)
- Філідор рудошиїй (Syndactyla ruficollis)
- Філідор оливковий (Syndactyla guttulata)
- Анабат перуанський (Syndactyla ucayalae)
- Анабат болівійський (Syndactyla striata)

## Етимологія
Наукова назва роду Syndactyla походить від сполучення слів дав.-гр. συν — разом і δακτυλος — пальці.